# Таккаярви
Таккаярви — пресноводное озеро на территории Луусалмского сельского поселения Калевальского района Республики Карелии.

## Общие сведения
Площадь озера — 1,6 км². Располагается на высоте 197,0 метров над уровнем моря.
Форма озера продолговатая: оно вытянуто с северо-запада на юго-восток. Берега изрезанные, каменисто-песчаные, преимущественно заболоченные.
Из залива на северо-западной стороне озера вытекает водоток, впадающий по левому берегу в реку Паххеоя, которая в свою очередь впадает в реку Ухту. Последняя впадает в озеро Среднее Куйто.
В южной части озера расположен один некрупный остров без названия.
Код объекта в государственном водном реестре — 02020000811102000004678.